# Serinyà
Serinyà est une commune espagnole en Catalogne, dans la province de Gérone, dans la comarque de Pla de l'Estany.

## Géographie
La commune est à 33 km au nord de Gérone. Elle est traversée dans le sens sud-nord par la route C-66.

## Histoire

### Préhistoire
Plusieurs grottes préhistoriques se trouvent sur la commune, dont quatre sites majeurs : Reclau Viver, l’Arbreda, grotte de Pau et grotte de Mollet. On trouve également, de moindre importance mais présentant elles aussi séquences archéologiques intéressantes, l'Arbreda II, Mollet III et la cavité (cau) de Roure. Enfin il y a aussi d'autres petites cavités archéologiquement stériles ou très pauvres : Mollet II, Mollet IV, Mollet V, grotte de Costa, grotte Estreta, cavité de Codony et abri Genover.
Toutes ces grottes sont incluses dans le « Parc des grottes préhistoriques de Serinya » (en catalan « Parc de les Coves Prehistòriques de Serinyà », abrégé sous le nom de « grottes de Serinya » (ca)), un site d'intérêt culturel. Trois grottes peuvent être visitées : l'Arbreda, Reclau Viver et Mollet III. Les infrastructures du parc se trouvent près des grottes principales, au sud du bourg de Serinya, à environ 4 km au nord de Banyoles, sur le côté Est de la route C-66 qui mène à Besalú et à l'est du ruisseau de Serinya,.
Le site a été occupé par des humains depuis la fin du Pléistocène moyen (~1 500 ans) jusqu'à l'Holocène. Les périodes principales d'occupation sont le Paléolithique moyen et le Paléolithique supérieur. Le Gravettien est particulièrement abondant.

#### Grotte de l'Arbreda
La grotte de l'Arbreda montre la transition entre le Paléolithique moyen et le Paléolithique supérieur pendant la glaciation de Würm. 

#### Reclau Viver
La grotte de Reclau Viver est la mieux conservée. Elle a livré la séquence la plus importante  pour le Gravettien régional. Elle a été fouillée de 1944 à 1948 par J. M. Corominas, qui y a trouvé la stratigraphie suivante : 
- couches A et B : Aurignacien
- couches C, D et E : Gravettien
  - couche C : pointes à dos microlithiques (microgravettes pygmées) et lamelles à dos. Pour l'ensemble des pièces lithiques retouchées, 48 % sont des outils à retouche abrupte (dont 32% de lamelles à dos et 14% de pointes à dos). Les grattoirs (14,7 %) sont un peu plus abondants que les burins (10,3 %) ; la majorité est sur troncature. Corominas a situé ce niveau C comme un Périgordien IV, d’après les classifications de D. Peyrony[10].b
  - couche D : la quantité d’outillage microlithique diminue, la taille des outils augmente, l'industrie osseuse est plus riche. Les outils en pierre comprennent 23 % d'outils à retouche abrupte, dont 11% de lamelles à dos 11 % et 10 % de pointes à dos 10 % ; parmi les pointes à dos se trouvent des pointes de la Gravette typiques. Les grattoirs sont toujours abondants (14 %), de même que les burins (13,4 %), souvent sur troncature. Corominas[11],[12] situe la couche D dans l'Aurignacien V de Peyrony à cause des sagaies à base oblique qui font partie de l'industrie osseuse. Cette dernière inclut aussi de très abondantes parures, notamment plusieurs canines de carnivores percées et quelques têtes de fémurs de cervidés percées[10].
  - couche E : inclut encore des gravettes typiques parmi les pointes à dos. Attribué au Protosolutréen ou une transition vers le Solutréen[10].
- couche F : Solutréen. On y trouve encore des pointes à dos[10].

Cette grotte a livré un collier de coquillages, qui se trouve au musée archéologique de Banyoles (Museu Arqueològic Comarcal de Banyoles).

#### Mollet III
Elle a livré les vestiges les plus anciens, dont une dent du Paléolithique moyen, le plus vieux fossile du pays.